# Giuseppe Elia Benza
Giuseppe Elia Benza (Porto Maurizio, 28 ottobre 1802 – Porto Maurizio, 20 aprile 1890) è stato un politico italiano.

## Biografia
Avvocato e carbonaro, fu Deputato del Regno di Sardegna per due legislature, eletto nel collegio di Porto Maurizio.